# Подстава (фильм, 1949)
«Подстава» (англ. The Set-Up) — фильм режиссёра Роберта Уайза, снятый в 1949 году в США. Криминальная спортивная драма в стиле нуар. Получил несколько международных кинонаград, был номинирован на премию Британской академии кино и телевизионных искусств как лучший фильм года. Картина оказала значительное влияние на Мартина Скорсезе при создании им ленты «Бешеный бык».

## Сюжет
Билл Томпсон по прозвищу «Кочегар» — 35-летний боксёр, находящийся на закате карьеры. Его менеджер Тайни получает деньги от босса мафии за проигрыш в очередном бою. Он не сообщает своему подопечному о сговоре, так как уверен, что в любом случае Томсон не справится с более молодым и сильным соперником «Тигром» Нельсоном. Бой начинается. Перед очередным раундом Биллу становится известно о сделке, но он отказывается сдаться. Пренебрегая рёвом зрителей, болеющих за «Тигра», и угрожающими взглядами респектабельных гангстеров, наблюдающих за поединком, Томпсон побеждает противника. На заднем дворе спортивного клуба бандиты жестоко избивают боксёра.

## В ролях
- Роберт Райан — Билл Томпсон, «Кочегар»
- Одри Тоттер — Джули Томпсон, его жена
- Джордж Тобиас — «Тайни»
- Алан Бакстер — «Малыш»
- Уоллес Форд — Гас
- Перси Хелтон — «Рыжий»
- Хил Тиберлинг — «Тигр»
- Уиджи[уточнить] — фоторепортёр, камео

В титрах не указаны
- Констанс Уорт — жена
- Хейни Конклин — зритель на бое
- Томми Нунан — щёголь на улице

## Награды и критика
- 1949 год — Каннский кинофестиваль: лучшая работа оператора — Милтон Р. Краснер, приз FIPRESCI — режиссёру Роберту Уайзу.
- 1950 год — номинация на премию BAFTA за лучший фильм года.

Еженедельник Time Out включает фильм в десятку лучших фильмов о спорте и особенно отмечает игру Одри Тоттер в роли жены Томпсона. The New York Times назвала картину достаточно реалистичной работой о скрытой стороне спорта, о договорных боях, о зрителях жаждущих крови и увечий. При этом критик отмечает, что сцены поединков исполнены слабее, чем в фильме 1947 года «Тело и душа».